# S&P/ASX 300
Der S&P/ASX 300, oder einfach ASX 300, (Kürzel AXKO) ist ein Aktienindex australischer Aktien, die an der Australian Securities Exchange (ASX) notiert sind. Der Index ist nach Marktkapitalisierung gewichtet, was bedeutet, dass jedes einbezogene Unternehmen im Verhältnis zum Gesamtmarktwert des Index steht, und um Streubesitz bereinigt, was bedeutet, dass der Index nur Aktien berücksichtigt, die öffentlichen Anlegern zur Verfügung stehen.
Der Index misst die 300 größten an der ASX notierten Unternehmen. Der Index wurde im April 2000 von Standard and Poor’s Dow Jones Indices gegründet. Er wurde aufgelegt, um im Vergleich zum S&P/ASX 200 ein breiteres Engagement am australischen Aktienmarkt zu ermöglichen. Der Index umfasst dieselben Unternehmen wie der S&P/ASX 200, ergänzt um 100 weitere Unternehmen basierend auf ihrer Marktkapitalisierung. Die Indexkomponenten werden halbjährlich von Standard & Poor’s überprüft. Die durchschnittliche jährliche Gesamtrendite des Index beträgt 19,3 % (Stand: 8. April 2020), allerdings gab es mehrere Zeiträume, in denen der Index um über 30 % fiel.